# 沃德 (科罗拉多州)
沃德（英語：Ward），是美国科罗拉多州博尔德县下属的一座城市。建市于1896年6月9日，面积大约为0.574平方英里（1.488平方公里）。根据2010年美国人口普查，该市有人口150人。2011年估计该市有人口152人，相比2010年人口增长率为1.33%。同时，论人口该市是科罗拉多州第242大城市。